# Каначак
Каначак (рос. Каначак) — село Турочацького району, Республіка Алтай Росії. Входить до складу Озеро-Куреєвського сільського поселення.
Населення — 102 особи (2015 рік).